# 史黛西·克魯茲
史黛西·克魯茲（英語：Stacy Cruz，1999年3月24日—），捷克女性色情演員及成人模特兒，出身於弗里代克-米斯泰克，2017年先加入裸模界，再於同年11月涉足色情電影界。

## 簡歷
史黛西·克魯茲出身自弗里代克-米斯泰克，18歲投身歐洲裸模界，憑著高䠷身材及天然美乳而受到注目。不久，其經理人事務所覺得不應該浪費這些先天優勢，加上成為色情演員收入可以更高，亦較容易吸引影迷，遂建議她嘗試涉足色情電影界。結果，她選擇在2017年11月下海（投入行業），替成人網站 Teen Mega World 演出首套網絡色情短片《Beauty》，同年12月再演出另一套作品，漸漸獲得很高人氣。2018年11月，她獲裸體攝影網站 MET-Art 垂青，拍攝了多套裸體藝術相集，並開始讓美國成人片商留意；自2019年5月初推出作品《After Glow》後，正式受邀到美國發展。不過，她擔心難以適應當地生活，而且忙於歐洲四仔界及成人付費網絡平台「OnlyFans」的演出，分身不暇而拒絕。
史黛西·克魯茲與公司磋商後，希望事業有新突破，故於2020年初決定去美國發展，自此便活躍於歐美兩地，跟 Fake Hub、Immoral Productions、Reality Kings、Vixen Media Group、Brazzers 等多間大型片商合作。她投身色情電影界四年已得到多項提名，包括《XBIZ歐洲獎2019 / 2020》「最佳新人」及「年度最佳女演員」獎、《第37屆 / 38屆AVN獎》「最佳外籍演員群交場景」等。

## 曾獲獎項與提名
| 年份   | 獎項                                                                 | 結果 |
| 2019年 | XBIZ歐洲獎2019「最佳新人」                                           | 提名 |
| 2019年 | Little Caprice Dreams「2019年最佳女演員」                            | 獲獎 |
| 2020年 | 第37屆AVN獎「最佳外籍演員群交場景」（《Natural Beauties 12》）       | 提名 |
| 2020年 | 2020 Spank Bank獎「角色扮演皇后（Cosplay Queen）」                   | 提名 |
| 2020年 | 2020 Spank Bank獎「最佳高䠷演員（Tantalizing Tall Drink of Water）」 | 提名 |
| 2020年 | XBIZ歐洲獎2020「年度最佳女演員」                                     | 提名 |
| 2021年 | 第38屆AVN獎「最佳外籍演員群交場景」（《Almost Swingers》）           | 提名 |

## 外部連結
- 史黛西·克魯茲的X（前Twitter）（英文）
- 史黛西·克魯茲的Instagram帳戶（英文）
- Stacy Cruz - iafd.com （页面存档备份，存于）（英文）